# Кюстендилски санджак
Кюстендилският санджак е административно-териториална единица в Османската империя по време на османското владичество в България.
Санджакът е основната административно-териториална единица в Османската империя, съставна част на вилаета. Той се подразделя на по-малки единици – каази, които се подразделят на нахии.

## Граници
След завладяването на Балканския полуостров, Кюстендил става административен център на санджак, който е един от най-големите в провинция Румелия. Кюстендилският санджак включва 14 каази (околии): Кюстендилска, Радомирска, Дупнишка, Петричка, Мелнишка, Дойранска, Тиквешка, Велешка, Струмишка, Радовишка, Щипска, Кратовска, Враняшка и Кривопаланска.

## Титулатура
Военно-административен управител на санджака е санджак-бей, по-късно мютесариф. На него са подчинени османските феодали – спахии, държатели на тимари и зиамети, които в случай на военни походи били длъжни да последват санджак-бея с определено число войници. Функциите на санджак-бея включват и поддържането на реда и безопасността на населението в подчинения му санджак.
Санджакбеят на Кюстендил носил титлата мирмиран.

## История
След смъртта на Константин Драгаш през 1395 година, Велбъждското деспотство престава да съществува, но историческите данни говорят, че последен владетел на земите на деспотството е Юсуф /вероятно доведен син на Константин, или приел исляма негов роден син с християнско име Стефан, също деспот/.
Вероятно след поражението при Ангора, освен останалите християнски държави и владения, така и Велбъждското деспотство се възстановява в старите си граници. През третото десетилетие на 15 век, вероятно 1427 – 1428 година /по други сведения есента на 1431 година/ османските войски предвождани от бейлербея на Румелия Турахан бей превземат княжеската столица и сриват крепостните стени. Османците запазват административно територията на бившето деспотство, като образуват на негово място Кюстендилския санджак.
Християнското население на Кюстендил е прогонено в околните села, избито и помохамеданчено. На негово място в града се заселват 60 турски семейства от гр.Кония, Мала Азия. Името Велбъжд се заменя с Константин-илли (Константинова земя), което преминава в Кюстендил.
Завладяването на Кюстендил от османските турци води до бързия му упадък и за столетия напред той се превръща в провинциален османски град с преобладаващо турско население и ориенталски облик. На два пъти градът вижда християнски войски. През март 1690 г. австрийският военачалник Антонио Валерио Жич с войскови отряд от 2000 пехотинци и 100 конници прониква в района, разбива турците и превзема града. 46 години по-късно – през 1737 г. друг австрийски отряд от 100 конници прониква до близкото кюстендилско село Перивол (сега Драговищица), разбива турската войска, пленява знамето и се оттегля.
През Възраждането Кюстендил започва бързо да се развива и разраства, като една от причините за това е нарастване броя на християнското българско население. Жителите на града вземат дейно участие в църковно-националните борби. В околните планини действат хайдушките чети на Ильо войвода и Румена войвода, една от малкото жени-войводи в българската история. През 1872 г. учителят Тодор Пеев основава таен революционен комитет. Кюстендил е освободен от руските войски на 29 януари (нов стил) 1878 г.